# Pal Szabó
Pál Szabó (Biharugra, 5 aprile 1893 – Budapest, 31 ottobre 1971) è stato uno scrittore ungherese neopopulista. Nel 1954 vinse il premio Luigi Kossuth.
Attraverso molti dei suoi romanzi e novelle ha combattuto per l'elevamento sociale e culturale dei contadini ungheresi.